# Oligia fasciuncula
Oligia fasciuncula là một loài bướm đêm trong họ Noctuidae.

## Hình ảnh

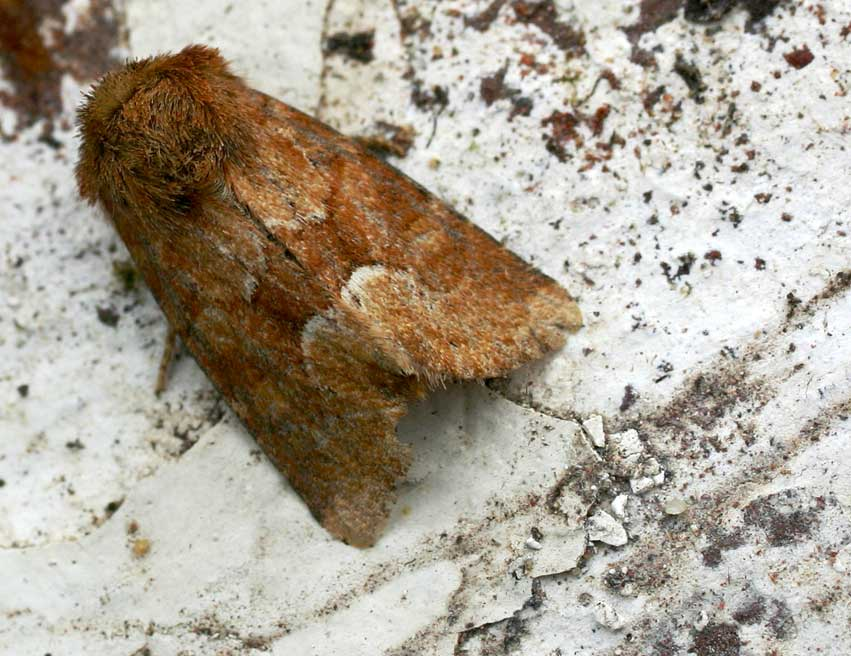
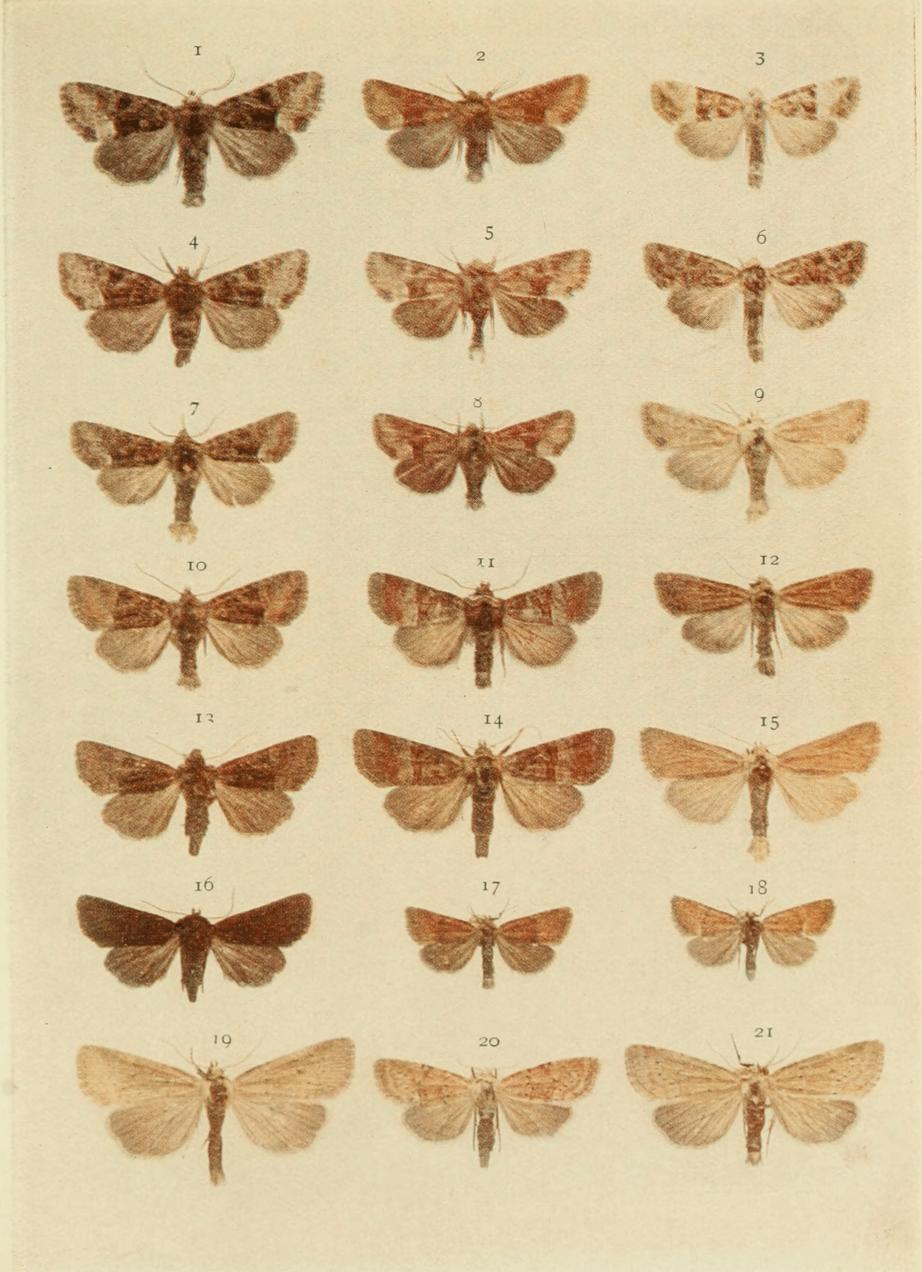
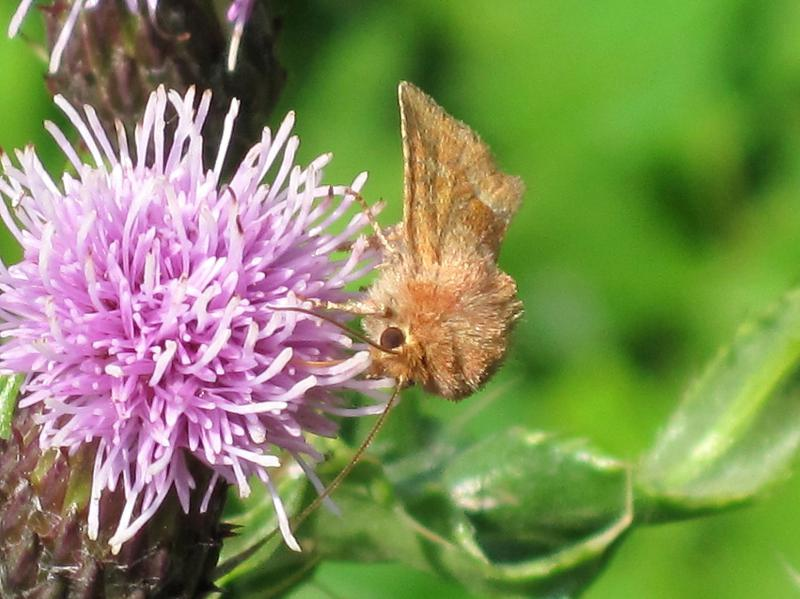
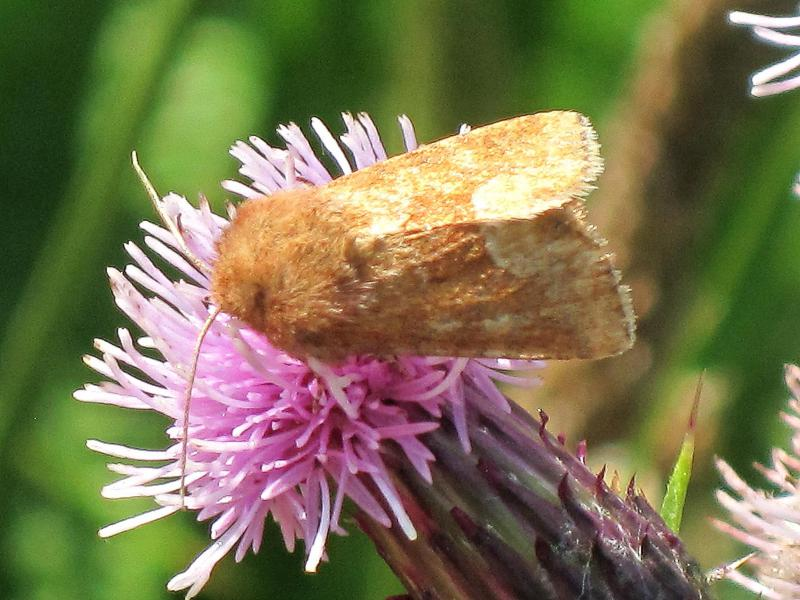